# Queso de rosca
El queso de rosca es un queso que forma parte de la gastronomía de Castilla y León (España). Está elaborado con leche de oveja.
Su forma le viene dada porque los atravesaban con una vara o una soga, formando ristras que se colgaban del techo para mantenerlos alejados de los animales.
Todos los quesos de rosca llevan un sello de garantía y numerado que garantiza su calidad.